# 테테 (축구 선수)
마테우스 카르도주 레무스 마르칭스 (Mateus Cardoso Lemos Martins, 2000년 2월 15일 ~ )는 브라질의 축구 선수이며, 쉬페르리그의 갈라타사라이에서 공격형 미드필더로 뛰고 있다.